# Cultura Tsangli-Larisa
Tsangli-Larisa (5300-4 800 a.C.) foi uma cultura neolítica da Grécia. A ordem arquitetônica vigente durante o período pode ser classificada da seguinte forma: grandes megarons com madeira moldada (Sitagroi e Dikili Tash) e fundições de pedra; lareiras e fornos no interior das residências; valas em grande parte dos sítios para proteção e/ou demarcação (Otzaki, Galini, Makriyialos). O assentamento de Dispilio-Kastoria foi um proeminente assentamento durante o período e foi considerado notório devido o meio pelo qual foi erigido: seus edifícios foram edificadas sobre estruturas de madeira dentro do lago circundante. Os sítios possuíam populações em torno de 100-300 habitantes que eram enterravam seus mortos em cemitérios organizados (Platia Magoula Zarkou, Soufli Magoula) de covas rasas com indivíduos os grupos cremados; foram identificadas evidências de estratificação social.
A economia era baseada na agricultura (trigo, cevada, centeio, painço, aveia, ervilhacas, lentilhas, ervilhas, fava, grãos de bico), pecuária (ovinos, caprinos, suínos, bovinos) e tecelagem; foram produzidos dois tipos de cerâmica: Tsangli (cinza monocromática ou decorada) e Larisa (negra, polida e decorada em branco com padrões lineares).